# Forêts (département)
Pour les articles homonymes, voir Forêt (homonymie).
1er octobre 1795 – 30 mai 1814
(18 ans, 7 mois et 29 jours)
Entités précédentes :
- Pays-Bas autrichiens (duché de Luxembourg)
- République de Bouillon

Entités suivantes :
- Royaume uni des Pays-Bas

Le département des Forêts est un ancien département français de l'époque de la Révolution française et du Premier Empire.
Le département existe du 1er octobre 1795 au 30 mai 1814, date de l'abdication de Napoléon Ier et de l'occupation alliée. Il se voit attribuer le numéro 98 dans la liste des 130 départements français de 1811 par l'administration postale.

## Histoire
Le décret de la Convention du 9 vendémiaire an IV (1er octobre 1795) réunit les Pays-Bas autrichiens, la principauté de Liège, la principauté abbatiale de Stavelot-Malmedy et le duché de Bouillon à la France. Il prévoit la division de tout cet ensemble territorial en neuf départements dont la délimitation sera du ressort des seuls commissaires français. Ce décret prévoit encore la mise en place rapide des administrations départementales et municipales ainsi que des tribunaux. Tous les fonctionnaires devront être élus conformément à la Constitution.
Le département des Forêts comprenait la majeure partie de l'ancien duché de Luxembourg.
L'arrêté du comité de salut public du 14 fructidor an III (31 août 1795) partagea l'ancien duché de Luxembourg entre trois départements :
- Le département de l'Ourthe reçut les cantons de Viel-Salm (aujourd'hui, Vielsalm), Reuland, Saint-Vith et Schleyden (aujourd'hui, Schleiden) ;
- Le département de Sambre-et-Meuse reçut les cantons d'Orchimont, Saint-Hubert, Laroche (aujourd'hui, La Roche-en-Ardenne), Durbuy, Nassogne, Rochefort, Wellin et Marche (aujourd'hui, Marche-en-Famenne) ;
- Le département des Forêts comprit l'essentiel — à savoir les deux tiers — de l'ancien duché de Luxembourg plus une partie de l'ancien duché de Bouillon.

## Géographie

Le département des Forêts est le plus méridional des départements réunis.

Le département des Forêts était borné par les départements suivants :
- au nord, par les départements de Sambre-et-Meuse et de l'Ourthe ;
- à l'est, par le département de la Sarre ;
- au sud, par les départements de la Moselle et de la Meuse ;
- à l'ouest, par les départements des Ardennes  et de Sambre-et-Meuse.

Son nom venait de la forêt d'Ardenne, couvrant la majeure partie de son territoire.
Il correspond aux territoires actuels de la province de Luxembourg, en Belgique, du Luxembourg et de l'ouest de la Rhénanie-Palatinat. Notons que le village de Manderen, enclavé dans le département français de la Moselle, à côté du château de Meinsberg, faisait partie du duché de Luxembourg, puis du département des Forêts avant d'être rattaché à la Prusse (1814/15) et, plus tard, par la convention frontalière franco-prussienne du 23 octobre 1829 , cédé à la France.
Le 9 juin 1815, l'acte final du congrès de Vienne le partagea entre le grand-duché de Luxembourg et le royaume de Prusse.

## Politique et administration

### Liste des préfets
| Période          | Période | Identité                                      | Fonction précédente                                                                       | Observation                                                                             |
| ---------------- | ------- | --------------------------------------------- | ----------------------------------------------------------------------------------------- | --------------------------------------------------------------------------------------- |
| 2 mars 1800      | 1800    | Johannes Birnbaum (de) (Johann Birnbaum (en)) |                                                                                           |                                                                                         |
| 30 novembre 1800 | 1808    | Jean-Baptiste Lacoste                         |                                                                                           | En-tête de lettre du 18 janvier 1808 signée du préfet du département des Forêts Lacoste |
| 18 mai 1808      | 1814    | André Joseph Jourdan                          | Adjoint au maire de Marseille A été député des Bouches-du-Rhône au Conseil des Cinq-Cents | Nommé Directeur général des cultes                                                      |

## Organisation territoriale

### Arrondissements
Le département était divisé en quatre arrondissements :
- Luxembourg : préfecture
- Bitbourg : sous-préfecture
- Diekirch : sous-préfecture
- Neufchâteau : sous-préfecture

### Cantons
Le 15 ventôse an X (6 mars 1802), le département des Forêts fut divisé en vingt-huit cantons, portant le nom de leur chef-lieu :
- Canton de Bascharage, comprenant les communes d'Aubange, Bascharage, Clémency, Differdange, Garnich, Habergy, Halanzy, Hondelange, Meix-Letige, Messancy, Pétange, Rachecourt et Sélange ; La loi du 15 nivôse An X (4 janvier 1802) modifie la délimitation des cantons. Messancy devient alors chef-lieu de canton à la place de Bascharage.
- Canton de Clervaux, comprenant les communes d'Asselborn, Basbellain, Boevange, Clervaux, Dasbourg, Hachiville, Heinerscheid, Munshausen, Weicherdange et Weiswampach ;
- Canton de Diekirch, comprenant les communes de Bettendorf, Bourscheid, Brandenbourg, Diekirch, Eppldorff, Ettelbruck, Medernach, Feulen, Reisdorf et Stegen ;
- Canton d'Echternach, comprenant les communes de Beaufort, Bech, Berdorf, Bollendorf, Born, Breidweiler, Consdorf, Echternach, Edingen, Ernzen, Irrel, Mompach, Osweiler, Rollinten, Rosport, Waldbillig et Wintersdorf ;
- Canton de Grevenmacher, comprenant les communes de Berbourg, Biver, Fellerich, Grevenmacher, Igel, Langsur, Lirschberg, Littorff, Machtum, Manternach, Mertert, Moersdorf, Nittel, Oberbillig, Temmels, Wasserbillig, Wasserliesch, Wiltingen et Wincherange ;
- Canton de Hesperange, comprenant les communes de Hesperange, Bettembourg, Contern, Dudelange, Dommeldange, Eich, Hollerich, Hamm, Itzig, Merl, Roeser, Rumelange, Strassen, Weiler-la-Tour, Weimerskirch, Rollingergrund, Sandweiler.
- Canton de Luxembourg-Nord, comprenant la section du Nord de la ville de Luxembourg ainsi que les communes de Bertrange, Kopstal, Mamer, Merl, Steinsel et Strassen ;
- Canton de Luxembourg-Sud, comprenant la section du Midi de la Ville de Luxembourg ainsi que les communes d'Alzingen, Contern, Eich, Hesperange, Hollerich, Keblen et Sandweiler.
- Canton de Mersch, comprenant les communes de Berg, Bissen, Boevange, Cruchten, Fischbach, Greisch, Heffingen, Hunsdorf, Larochette, Lintgen, Lorentzweiler, Mersch, Nommern, Pettingen et Tuntange.
- Canton d'Ospern, comprenant les communes d'Arsdorf, Beckerich, Bettborn, Buschdorf, Calmus, Colpach, Dellen, Ell, Elvange, Everlange, Folschette, Grosbous, Holtz, Ospern, Rambrouch, Redange, Rindschleiden, Saeul, Useldange, Vichten et Wahl.
- Canton de Remich, comprenant les communes de Besch, Borrig, Bous, Burmerange, Dalheim, Manderen, Mondorf-les-Bains, Nennig, Remerschen, Remich, Stadtbredimus, Waldbredimus et Wellenstein ;
- Canton de Betzdorf, comprenant les communes de Betzdorf, Flaxweiler, Junglinster, Lenningen, Niederanven, Rodenbourg, Schuttrange, Weiler-la-Tour et Wormeldange ;
- Canton de Vianden, comprenant les communes de Consthum, Kruchten, Falkenstein, Fouhren, Geichlingen, Hoscheid, Hosingen, Koerperich, Landscheid, Nusbaum, Roth, Schankweiler, Stolzembourg, Vianden et Wallendorf ;
- Canton de Wiltz, comprenant les communes d'Alscheid, Brachtenbach, Doncols, Esch-sur-Sûre, Eschweiler, Goesdorf, Heiderscheid, Kaundorf, Mecher, Neunhausen, Oberwampach, Wiltz, Wilwerwiltz et Winseler ;
- Canton d'Arlon, comprenant les communes d'Arlon, Attert, Autelbas, Guirsch, Heinsch, Hobscheid, Koerich, Nobressart, Post, Schadeck, Septfontaines, Steinfort, Thiaumont et Toernich ;
- Canton de Bastogne, comprenant les communes de Bastogne, Bertogne, Bœur, Compogne, Givroul, Givry, Harzy, Lonchamps, Longwilly, Mabompré, Mandé-Saint-Étienne, Noville, Rachamps, Wardin et Vellereux ;
- Canton de Chenogne, comprenant les communes de Champs, Flamierge, Flamizoul, Give, Givroul, Givry, Grandru, Longchamps, Loupeville, Mande-Saint-Etienne, Mande-Sainte-Marie, Rechrival, Remiance, Remichampagne, Renamont, Rouetre, Roumont, Tillet ;
- Canton d'Étalle, comprenant les communes d'Anlier, Bellefontaine, Chatillon, Etalle, Habay-Ia-Neuve, Habay-la-Vielle, Hachy, Sainte-Marie, Rossignol, Rulles, Tintigny, Vance et Villers-sur-Semois ;
- Canton de Fauvillers, comprenant les communes de Bigonville, Boulaide, Ebly, Fauvillers, Hollange, Lescheret, Martelange, Remoiville, Strainchamps, Surré, Tintange, Vitry, Warnach et Wolslange ;
- Canton de Florenville, comprenant les communes de Les Bulles, Sainte-Cécile, Chassepierre, Chiny, la Cuisine, Florenville, Fontenoille, Izel, Jamoigne, Martué, Moyen, Muno, Suxy, Termes et Villers-devant-Orval ;
- Canton de Houffalize, comprenant les communes de Biliain, Cherain, Cowan, Gouvy, Houffalize, Limerlé, Mont, Montleban, Ollomont, Ottré, Rettigny, Sommerain, les Tailles, Taverneux, Tavigny et Wibrin ;
- Canton de Messancy, comprenant les communes de Garnich, Habergy, Messancy, Guerlange, Oberkorn, Athus, Lamadeleine, Halanzy, Clemency, Bascharage, Hondelange, Hautcharage, Sélange, Wolkrange, Rudange, Meix-le-Tige, Rachecourt et Aix-sur-Cloie.
- Canton de Neufchâteau, comprenant les communes d'Assenois, les Fossés, Hamipré, Léglise, Longlier, Sainte-Marie, Saint-Médard, Melier, Montplainchamp, Neufchâteau, Orgeo, Saint-Pierre, Recogne, Straimont, Tourna, Tronquoy et Warmifontaine ;
- Canton de Paliseul, comprenant les communes de Bertrix, Cugnon, Fays-lès-Venneune, Framont, Herheumont, Icbouville, Mortchan, Offagns, Opont et Paliseul ;
- Canton de Sibret, comprenant les communes d'Amberloup, Assenois, Bercheux, Flamierge, Harlange, Hompres, Houmont, Mandé-Sainte-Marie, Morhet, Nive, Petite-Rosière, Rechrival, Remichampagne, Roumont, Seinlez, Sibret, Tarchamps, Tillet et Villers-la-Bonne-Eau.
- Canton de Virton, comprenant les communes de Dampicourt, Chenois, Meix-devant-Virton, Montquentin, Willancourt, Limes, Ethe, Saint-Léger, Mussy-la-Ville, Torgny, Saint-Mard, Signeulx, Latour, Rouvroy, Robelmont, Somptonne, Musson, Villers-la-Loue, Bleid, Virton, Gérouville et Ruette.
- Canton d'Arzfeld, comprenant les communes d'Arzfeld, Daleiden, Eschfeld, Habscheid, Harspelt, Leidenborn, Lichtenborn, Luenebach, Olmscheid, Pronsfeld, Ringhuscheid et Waxweiler.
- Canton de Bitburg, comprenant les communes d'Alsdorf, Bettingen, Bickendorf, Biesdorf, Bitbourg, Dockendorf, Fliessen, Malberg, Meckel, Mesterich, Peffingen et Rittersdorff ;
- Canton de Dudeldorf, comprenant les communes d'Auw, Bettenfeld, Densborn, Dohm, Dudeldorf, Eisenschmit, Gindorff, Gransdorff, Heydweiler, Laufeld, Metterich, Ober-Kail, Ordorff, Schleidweiler, Seinsfeld et Speicher ;
- Canton de Neuerburg, comprenant les communes d'Ammeldingen, Baustert, Karlshausen, Koxhausen, Lahr, Mettendorf, Neuerbourg, Oberweis, Utscheid, Stockem, Weydingen et Wismansdorff.